# Lenting
Lenting è un comune tedesco di 4 725 abitanti, situato nel land della Baviera.